# مدل هاجکین و هاکسلی
مدل هاجکین و هاکسلی، یا مدل نورونی بر مبنای هدایت الکتریکی، یک مدل ریاضی است که نحوه شروع و پخش پتانسیل عمل در نورون‌ها را توصیف می‌کند. این مدل مجموعه‌ای از معادلات دیفرانسیل غیرخطی است که خصوصیات الکتریکی سلول‌های تحریک پذیر مانند نورون‌ها و سلول‌های ماهیچه قلبی را تقریباً توصیف می‌کند. مدل یاد شده، یک سامانه پویای زمان پیوسته است.
اَلن لوید هاجکین و اندرو هاکسلی این مدل را در سال ۱۹۵۲ ارائه کردند تا که ساز و کار خاص آغاز و پخش پتانسیل عمل را در آکسون بزرگ ماهی مرکب توضیح دهد. آن‌ها به دلیل این کار در سال ۱۹۶۳ جایزه نوبل در حوزه فیزیولوژی و پزشکی را دریافت کردند.

## اجزای سازنده

اجزای اساسی مدل‌هایی از نوع هاجکین-هاکسلی که ویژگی‌های بیوفیزیکی غشای سلولی را نشان می‌دهند. لایه لیپیدی به عنوان ظرفیت (Cm) نشان داده می‌شود. کانال‌های یونی با دروازه ولتاژی و کانال‌ یونی نشتی به ترتیب با یک هدایت غیرخطی (gn) و خطی (gL) مدل می‌شوند. گرادیان‌های الکتروشیمیایی که جریان یونی را ممکن می‌سازند، با منابع ولتاژ (E) نشان داده می‌شوند و پمپ‌های یونی و exchangersهابا منبع جریان (Ip) توصیف میگردند.

اجزاء سازندهٔ  مدل هاجکین و هاکسلی در شکل روبرو نشان داده شده‌است. هریک از اجزاء یک سلول تحریک پذیر با یک مولفهٔ فیزیکی نشان داده شده‌است. لایهٔ لیپیدی به صورت یک خازن Cm نشان داده شده‌است. کانال ولتاژی (یونی) با یک رسانای غیر خطی gn مشخص شده‌است که به این معنی است که رسانایی وابسته به زمان و ولتاژ است، که بعداً نشان داده شد که به‌طور غیرمستقیم با پروتئین‌های کانال‌های گیت‌دار ولتاژی که احتمال باز شدن هر کدام متناسب با ولتاژ است، نسبت دارد. کانال‌های نشتی با یک رسانایی خطی gL نشان داده شده‌اند. گرادیان الکتروشیمیایی که باعث برقرار شدن جریان در یون می‌شود با یک باتری EL نشان داده شده‌است. و بالاخره پمپ یونی با با یک منبع جریان Ip نمایش داده می‌شود.
جریانی که از کانال‌های یون می‌گذرد از رابطه زیر بدست می اید:
{\displaystyle I_{i}={g_{i}}(V_{m}-V_{i})\;}
که در آن Vi پتانسیل بازگشتی کانال یون است و Vm پتانسیل غشاء است که با توجه به پتانسیل استراحت غشاء اندازه‌گیری شده‌است.
کل جریان گذرنده از غشاء برابر است با:
{\displaystyle I=C_{m}{\frac {{\mathrm {d} }V_{m}}{{\mathrm {d} }t}}+g_{K}(V_{m}-V_{K})+g_{Na}(V_{m}-V_{Na})+g_{l}(V_{m}-V_{l}),}
که در ان I مقدار کل جریان غشا بر واحد سطح، Cm ظرفیت خازنی غشا بر واحد سطح، gK و gNa رسانایی پتاسیم و سدیم بر واحد سطح، VNa VK پتانسیل بازگشتی سدیم و پتاسیم، gi و Vi رسانایی نشتی بر واحد سطح و پتانسیل بازگشتی هستند.

## جریان یونی خاص
در یک کانال گیت‌دار ولتاژی، رسانایی کانال gi تابعی از زمان و ولتاژ است در حالیکه در یک کانال نشتی gi ثابت است. جریانی که توسط پمپ یونی تولید می‌شود به گونهٔ خاص آن پمپ بستگی دارد.
{\displaystyle I=C_{m}{\frac {{\mathrm {d} }V_{m}}{{\mathrm {d} }t}}+{\bar {g}}_{\text{K}}n^{4}(V_{m}-V_{K})+{\bar {g}}_{\text{Na}}m^{3}h(V_{m}-V_{Na})+{\bar {g}}_{l}(V_{m}-V_{l})}
{\displaystyle {\frac {dn}{dt}}=\alpha _{n}(V_{m})(1-n)-\beta _{n}(V_{m})n}
{\displaystyle {\frac {dm}{dt}}=\alpha _{m}(V_{m})(1-m)-\beta _{m}(V_{m})m}
{\displaystyle {\frac {dh}{dt}}=\alpha _{h}(V_{m})(1-h)-\beta _{h}(V_{m})h}
{\displaystyle {\begin{array}{lll}\alpha _{n}(V_{m})={\frac {0.01(10-V)}{\exp {\big (}{\frac {10-V}{10}}{\big )}-1}}&\alpha _{m}(V_{m})={\frac {0.1(25-V)}{\exp {\big (}{\frac {25-V}{10}}{\big )}-1}}&\alpha _{h}(V_{m})=0.07\exp {\bigg (}-{\frac {V}{20}}{\bigg )}\\\beta _{n}(V_{m})=0.125\exp {\bigg (}-{\frac {V}{80}}{\bigg )}&\beta _{m}(V_{m})=4\exp {\bigg (}-{\frac {V}{18}}{\bigg )}&\beta _{h}(V_{m})={\frac {1}{\exp {\big (}{\frac {30-V}{10}}{\big )}+1}}\end{array}}}

## پمپ‌ها و تبادل‌کننده‌ها
پتانسیل غشاء بستگی دارد به حفظ تمرکز غلظتی یون‌ها در دو طرف آن. حفظ گرادیان غلظتی نیازمند یک منبع فعال برای انتقال یون‌هاست. پمپ‌های سدیم-پتاسیم و سدیم-کلسیم مشهود‌ترین این‌گونه پمپ‌ها هستند.

## خواص ریاضی

### منیفولد مرکزی

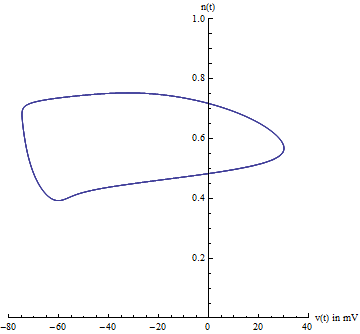
شبیه‌سازی مدل هاجکین-هاکسلی در فضای نگاره فاز، به ازای ولتاژ و متغیر دروازه‌‎دهی پتاسیم. منحنی بسته یک یک چرخه حدی را نشان می‌دهد.

از این رو که مدل چهار متغیر حالت دارد، به تصویر کشیدن مسیر در نگاره فاز دشوار است. بر چنین دلیلی، دو متغیر، ولتاژ {\displaystyle V_{m}(t)} و متغیر دروازه‌دهی پتاسیم {\displaystyle n(t)}، انتخاب می‌شوند تا بتوان چرخه حدی را ترسیم کرد. با این حال، باید توجه کرد که، این تنها برای تصور سیستم چهار بعدی است و وجود چرخه حدی را اثبات نمی‌کند.
یک نگاشت بهتر می‌تواند از تجزیه و تحلیل دقیق از ژاکوبین سیستم در نقطه تعادل به دست آید. به طور ویژه، مقادیر ویژه ژاکوبین، نشان‌دهنده وجود منیفولد مرکزی هستند. همچنین، بردارهای ویژه جهت منیفولد مرکزی را نشان می‌دهند. مدل هاجکین-هاکسلی دو مقدار ویژه منفی و دو مقدار ویژه مختلط با بخش حقیقی مثبت ولی با اندازه‌ای کوچک دارد. بردارهای ویژه مرتبط با دو مقدار ویژه منفی با افزایش زمان t کاهش می‌یابند (به سمت صفر). دو بردار ویژه مختلط باقیمانده، منیفولد مرکزی را ایجاد می‌کنند. به عبارت دیگر، سیستم چهار بعدی به یک صفحه در فضای دو بعدی تقلیل می‌یابد.

ولتاژ v(t) (به میلی ولت) خروجی یک مدل هاجکین-هاکسلی در بازه 50 میلی‌ثانیه نمایش داده شده است. جریان تزریقی از 5- نانوآمپر تا 12 نانوآمپر تغییر داده می‌شود. نمودار از سه مرحله را نشان می‌دهد: یک مرحله تعادل، یک مرحله آتش‌زنی منفرد و یک مرحله ایجاد چرخه حدی.

### انشعاب‌ها
اگر جریان تزریقی I به عنوان پارامتر انشعاب در نظر گرفته شود، مدل هاجکین-هاکسلی یک انشعاب هاپف را تجربه می کند. مانند اکثر مدل‌های عصبی، افزایش جریان تزریقی میزان نرخ آتش‌ نورون را افزایش می‌دهد. یکی از پیامدهای وجود انشعاب هاپف این است که حداقل نرخ آتش‌ نورونی وجود دارد. این به این معنی است که یا نورون به طور کامل آتش نمی‌کند (متناظر با فرکانس صفر) یا با حداقل نرخ آتش‌، آتش می‌کند. به دلیل اصل همه یا هیچ، افزایش آرامی در بزرگی پتانسیل عمل دیده نمی‌شود، بلکه یک "پرش" ناگهانی در بزرگی پتانسیل عملی وجود دارد. این تغییر ناگهانی به عنوان کنارد شناخته می شود.

## بهبودها و مدل های جایگزین
مدل هاجکین-هاکسلی به عنوان یکی از بزرگترین دستاوردهای فیزیک زیستی قرن بیستم شناخته شده است. با این حال، مدل‌های مدرن نوع هاجکین-هاکسلی به چندین شکل توسعه یافته‌اند:
- کانال‌های یونی اضافی بر اساس داده‌های تجربی گنجانده شده‌اند.